# European Hot 100 Singles
European Hot 100 Singles var en lista framställd av Billboard sedan mars 1984. Listan är baserad på singellistor i 15 europeiska länder: Österrike, Belgien (separat för Flandern och Vallonien), Danmark, Finland, Frankrike, Tyskland, Ungern, Irland, Italien, Nederländerna, Norge, Spanien, Sverige, Schweiz och Storbritannien.
Sista listan publicerades den 11 december 2010, efter att Billboard stängt igen sitt kontor i London, och givit personalen i Storbritannien sparken.

### Fotnoter
1. ↑  ”Billboard closing London office”. CMU. Arkiverad från originalet den 16 juli 2011. https://web.archive.org/web/20110716225530/http://www.thecmuwebsite.com/article/billboard-closing-london-office/. Läst 15 februari 2011.